# Kenyon Cox
Pour les articles homonymes, voir Cox.
Kenyon Cox, né le 27 octobre 1856 à Warren (Ohio) et mort le 17 mars 1919 à New York, est un peintre, illustrateur et écrivain américain. Il compte parmi les enseignants de la première heure de l'Art Students League of New York, dont il a conçu le logo.

## Biographie
Kenyon Cox est le fils du politicien Jacob Dolson Cox. Il étudie d'abord à l'Art Academy of Cincinnati avant de suivre les cours de la Pennsylvania Academy of Fine Arts à Philadelphie. En 1877, il part pour Paris où il est l'élève de Carolus-Duran puis de Jean-Léon Gérôme, Alexandre Cabanel et Henri Lehmann à l'école des Beaux-Arts de Paris. Il y rencontre notamment Augustus Saint-Gaudens avec qui il se lie d'amitié. Lors de son séjour en Europe, il voyage en France et en Italie où il découvre les œuvres des maîtres de la Renaissance. En 1882, il rentre aux États-Unis et s'installe à New York. Il peint mais réalise aussi des illustrations, principalement pour des raisons alimentaires, qui lui apportent une certaine notoriété. Il écrit par ailleurs des critiques artistiques pour le New York Evening Post. Plus tard, il poursuit dans cette veine et écrit pour d'autres magazines, comme The Nation, Century ou Scribner’s. En 1883, il publie un premier poème qui remporte un certain succès dans les cercles artistiques. En 1892, il épouse Louise Howland King, l'une de ses étudiantes à l'Art Students League of New York. Le couple aura trois enfants, dont Allyn Cox, né en 1896, qui deviendra un muraliste célèbre. À partir de 1893, Kenyon Cox se consacre lui-même de plus en plus à la peinture murale. Il remporte en 1910 la médaille d'honneur de la peinture murale décernée par l'Architectural League et est président de la société nationale des peintres muraux de 1915 à 1919.

## Œuvres

### Collections duMetropolitan Museum of Art

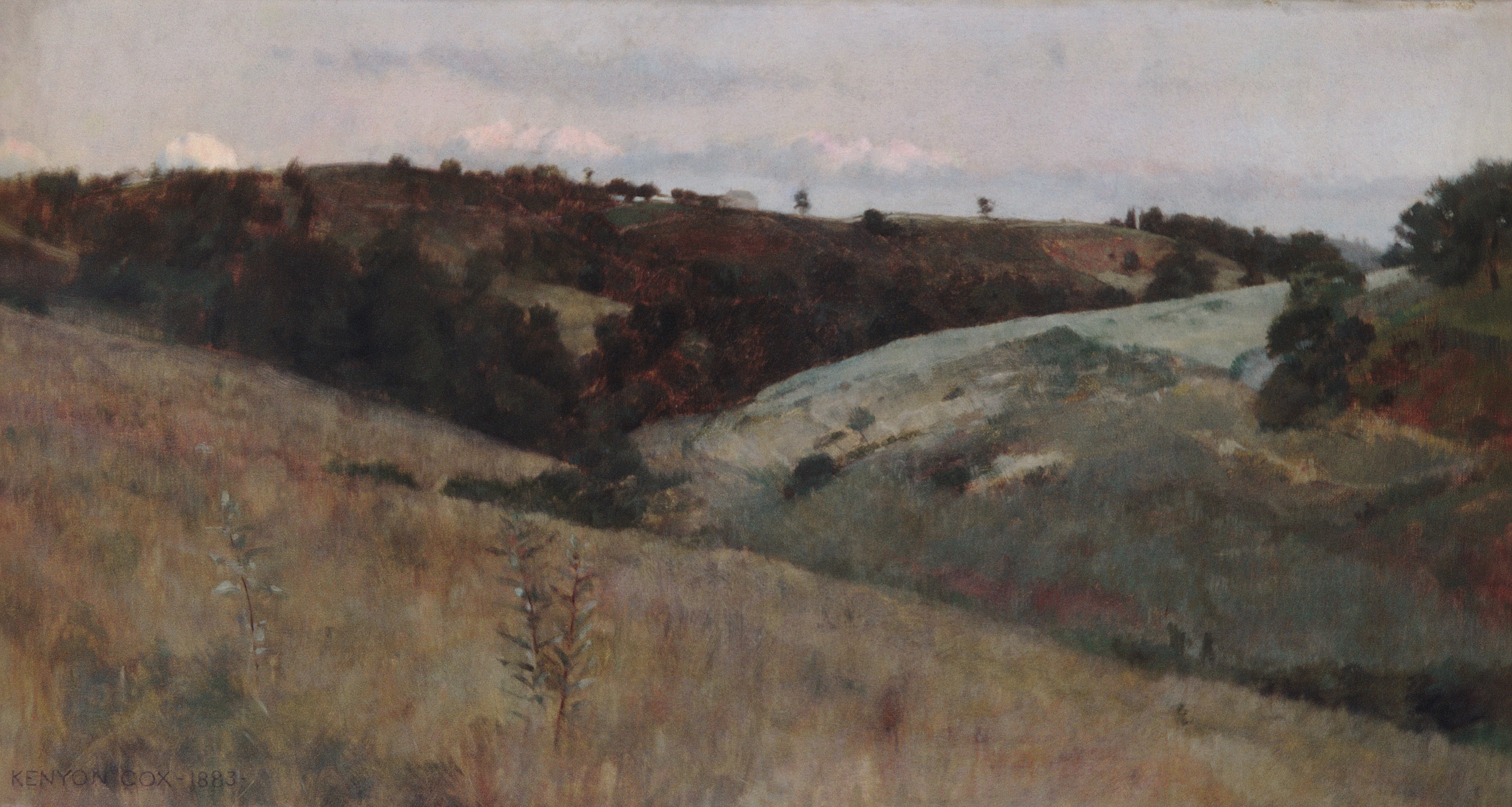
Paysage (1883).
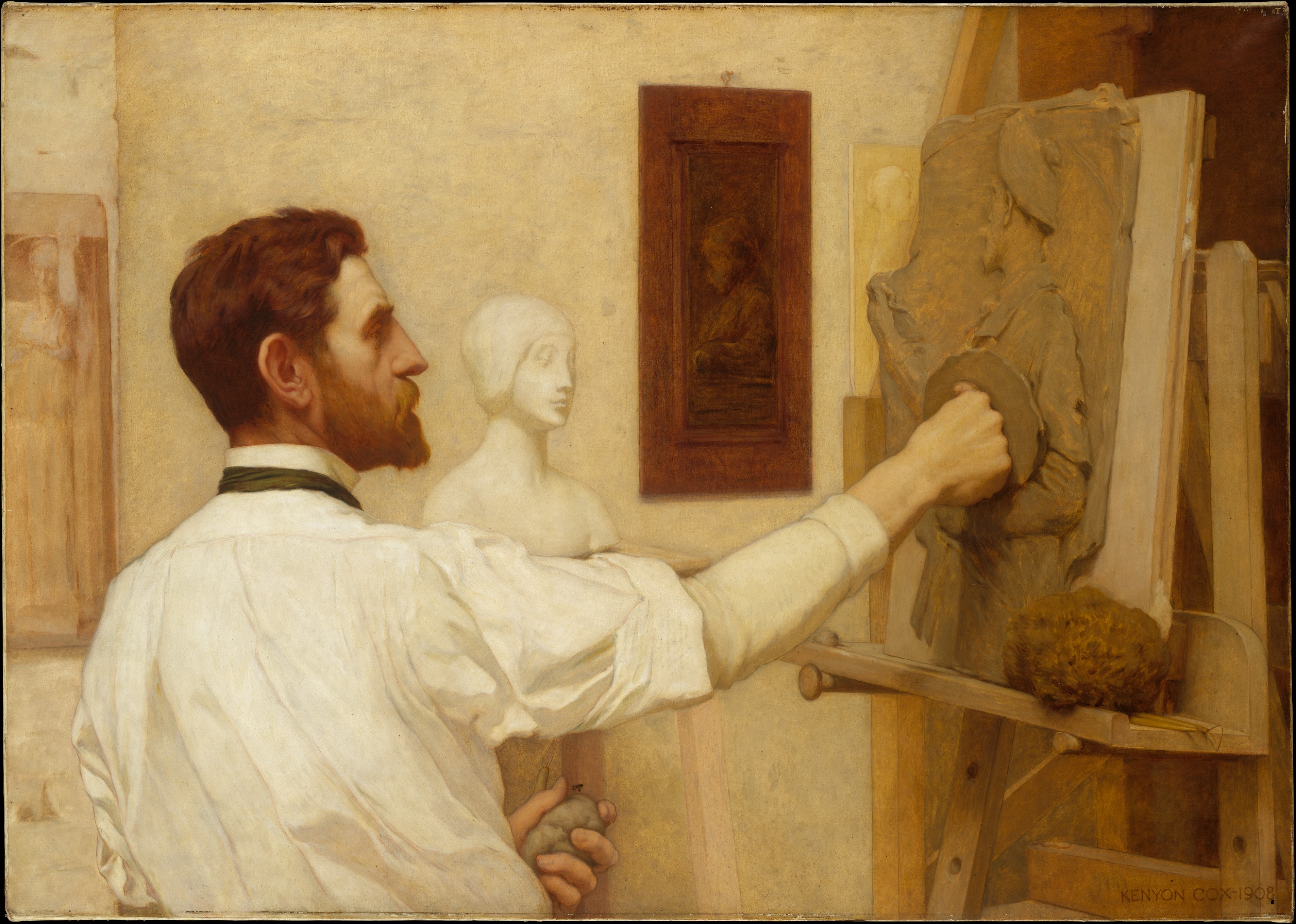
Portrait du sculpteur Augustus Saint-Gaudens (1887).
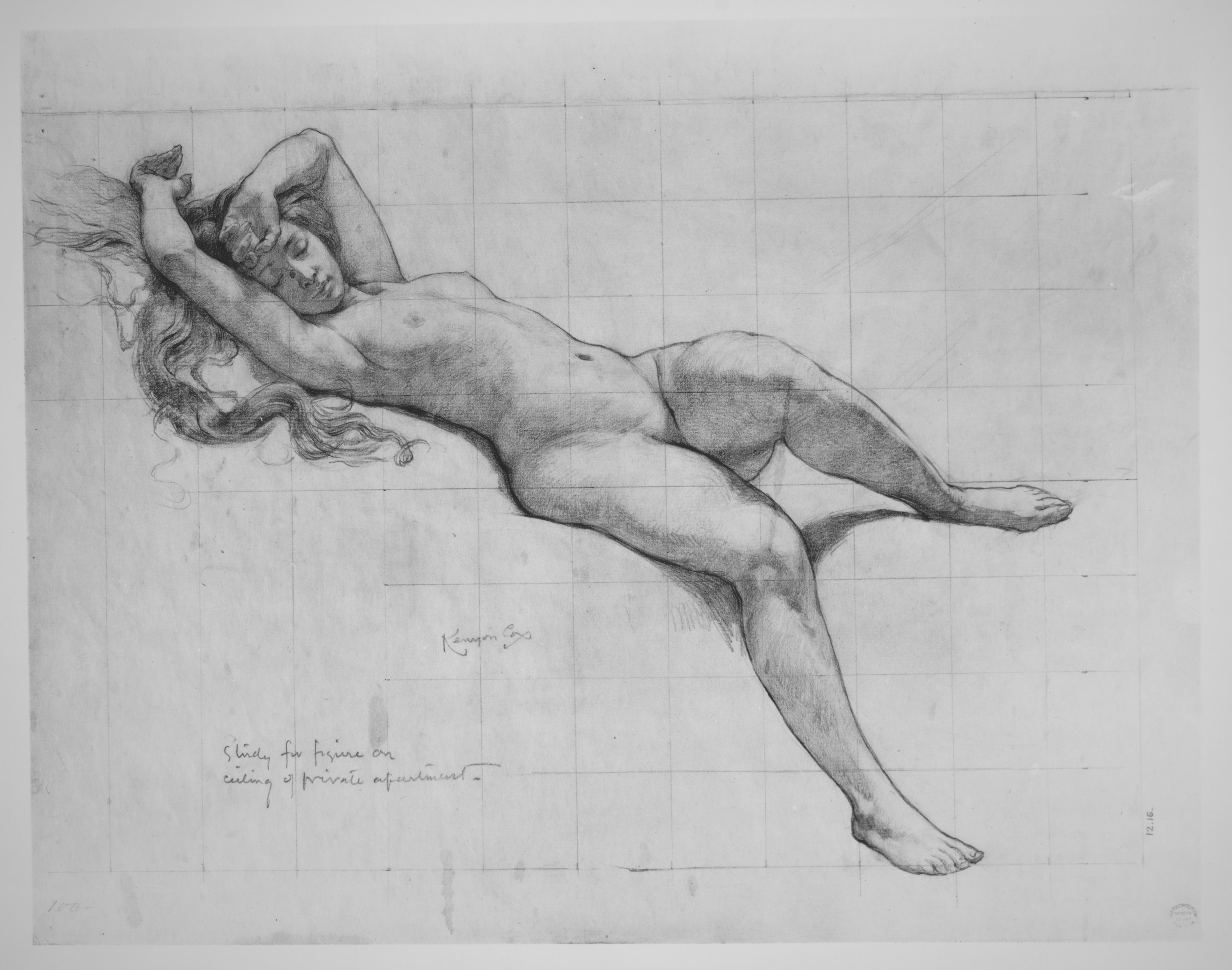
Étude pour un plafond peint (1894).
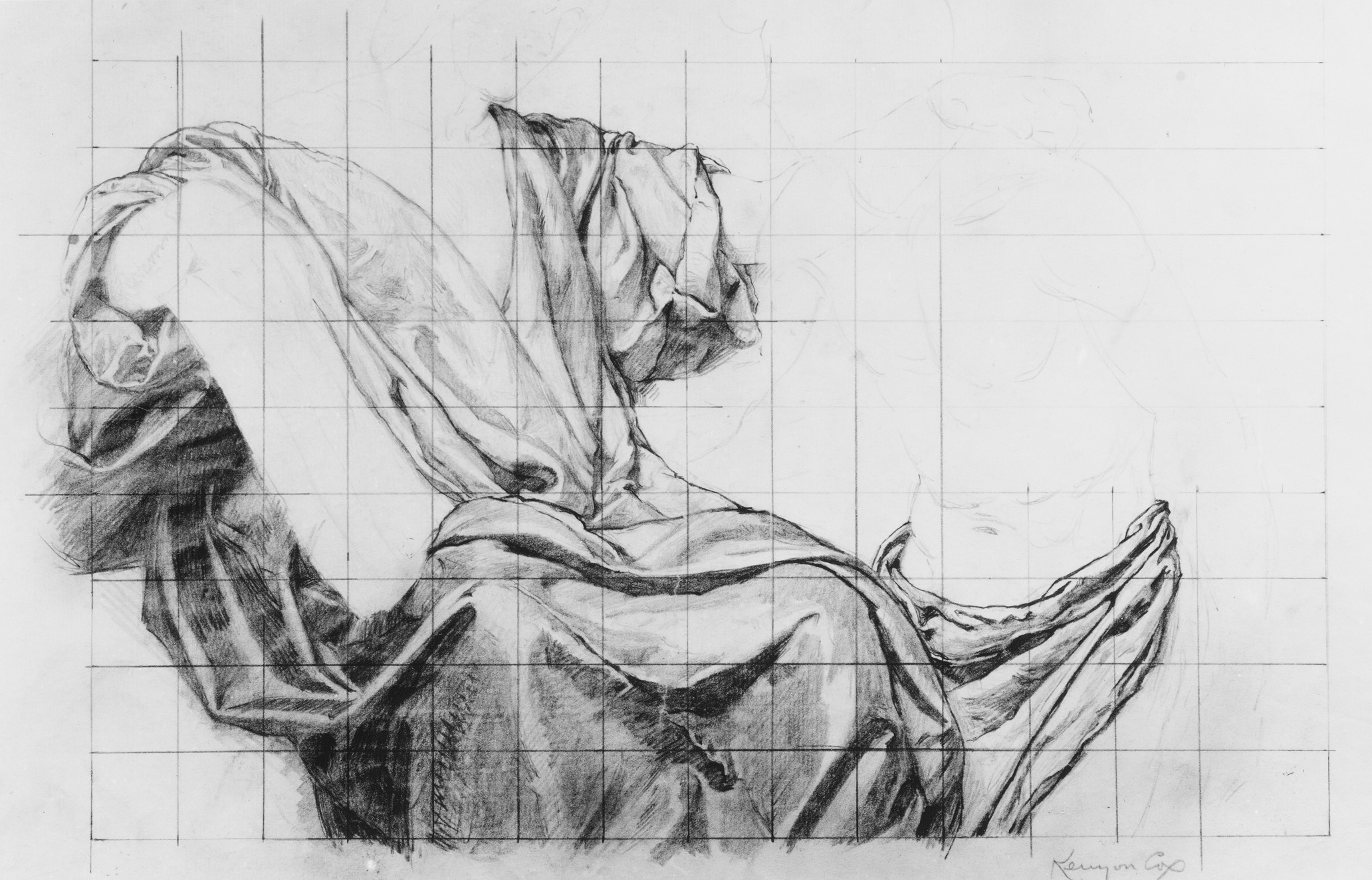
Étude d’un drapé (1898).